# The Other Side of Love
「The Other Side of Love」（ジ・アザー・サイド・オブ・ラヴ）は、坂本龍一 featuring Sister Mのシングル。1997年1月29日にフォーライフ・レコード/güt から発売された。規格品番はFLDG-1007。

## 概要
“坂本龍一 featuring Sister M” 名義でリリースされたシングルで、表題曲は日本テレビ系ドラマ『ストーカー 逃げきれぬ愛』の主題歌として使用された。
オリコンの週間最高位は6位まで上昇し、およそ72万枚を売り上げ、全編英語詞の邦楽曲としては異例となる大ヒットを記録した。
シングルCDジャケットのクレジットに作詞者の名前は明示されていないが、歌詞検索サイト等では「作詞：坂本龍一」と記載されている。
歌詞はドラマのストーリーを連想させるようなものではなく、最後は「私たちは一つになる」といった形で締め括られる内容となっている。
カップリングには同曲のアコースティック・ヴァージョンとインストゥルメンタルを収録。なお、CDジャケットは2種類存在する。

## 背景
当初、ヴォーカルを務めた ”Sister M” の正体は明らかにされておらず、誰が歌っているのだろうかと一時話題となった。イニシャルの ”M” や坂本龍一の所属レコード会社からリリースされていることなどから、 ”Sister M” はその頃坂本が楽曲のプロデュースを手掛けていた中谷美紀または今井美樹ではないかといった憶測が飛び交った。声質が似ていることから中谷である可能性が高いと思われたが、その後、J-WAVEのラジオ番組『PAZZ&JOPS』の1コーナーで坂本がスペシャル・ナビゲーターを務めた際に、 ”Sister M” の正体は当時16歳の娘・美雨であることが公表された。
その為、ボーカルが誰かを明かしていなかった時に音楽番組で披露する時はインスト曲としてボーカルパートをピアノで演奏して披露していた。
坂本曰く、元々は中谷美紀に提供する為に書いた曲だったが、もっと場慣れしていない謎めいた雰囲気のアーティストが望ましいと考え歌い手を探していた時に、ニューヨークの自宅でたまたま美雨に歌わせてみたところ、イメージにぴったりだったため起用したとのこと。

## 収録曲
| 全作詞・作曲・編曲: 坂本龍一。 |                                              |          |            |      |
| #                              | タイトル                                     | 作詞     | 作曲・編曲 | 時間 |
| 1.                             | 「The Other Side of Love」                   | 坂本龍一 | 坂本龍一   | 5:19 |
| 2.                             | 「The Other Side of Love」(Acoustic Version) | 坂本龍一 | 坂本龍一   | 5:18 |
| 3.                             | 「The Other Side of Love」(Instrumental)     | 坂本龍一 | 坂本龍一   | 5:19 |
| 合計時間:                      | 合計時間:                                    | 15:56    |            |      |

## 演奏
- All Keyboards & Programming：坂本龍一
- Drums：青木達之(東京スカパラダイスオーケストラ)
- Guitar：佐橋佳幸

## カバー
同年3月21日には、売野雅勇が日本語詞を付け「砂の果実」とタイトルが変更され、本来の候補であった中谷美紀の歌唱によるシングルとしてリリースされた。
2011年には、ガールズ・シンガーユニット“Sweet Licious”（スィート・リシャス）によるカバーヴァージョンの配信がレコチョクより開始された。こちらは基本的に元の英語詞のまま歌っているが、歌詞の一部に変更を加えている。